# Aspidistra daxinensis
Aspidistra daxinensis là một loài thực vật có hoa trong họ Măng tây. Loài này được M.F.Hou & Yan Liu mô tả khoa học đầu tiên năm 2009.